# Myophonus
Genre
Le genre Myophonus regroupe neuf espèces d'oiseaux appartenant à la famille des Muscicapidae. Arrenga est le nom français que la nomenclature aviaire en langue française (mise à jour) a donné à ces 9 espèces.

## Systématique
Les travaux de Sangster et al. (2010) et Zuccon & Ericson (2010) montrent que les espèces de ce genre n'appartiennent pas à la famille des Turdidae, mais à la famille des Muscicapidae. S'appuyant sur ces travaux, le Congrès ornithologique international, dans sa classification de référence (version 3.4, 2013), déplace le genre Myophonus vers la famille des Muscicapidae. 

### Liste des espèces
D'après la classification de référence (version 5.2, 2015) du Congrès ornithologique international (ordre phylogénique) :
- Myophonus blighi – Arrenga de Ceylan
- Myophonus melanurus – Arrenga de Sumatra
- Myophonus glaucinus – Arrenga bleuet
- Myophonus borneensis – Arrenga de Bornéo
- Myophonus castaneus – Arrenga à dos brun
- Myophonus robinsoni – Arrenga de Robinson
- Myophonus horsfieldii – Arrenga de Malabar
- Myophonus insularis – Arrenga de Taïwan
- Myophonus caeruleus – Arrenga siffleur